# 안톤 라파엘 멩스
안톤 라파엘 멩스(Anton Raphael Mengs, 1728년 3월 12일 ∼ 1779년 6월 29일)는 독일의 화가이다.

## 개요
바로크·로코코에서 고전주의로 향하는 과도기(過渡期)의 독일에 있어서 가장 중요한 화가로서, 보헤미아의 아우지히에서 태어나 아버지 이스마엘과 더불어 1741년에서 1744년까지 로마에 머물렀다. 1745년 이후 드레스덴, 1761년 이후 마드리드에서 카를로스 3세의 궁정화가가 되어 1779년 그곳에서 사망하였다. 로코코의 벽화에서 보이는 극단적 단축법(短縮法)을 피하고, 평면적인 구성을 가진 초기 고전주의의 대표적 벽화 <파르나스>에서 볼 수 있는 것과 같이 그는 뛰어난 데생력을 가지고 있었으나, 이러한 특징은 초상화의 영역에서 가장 잘 발휘되고 있다. 르네상스 이래의 과제였던 인체표현의 전통이 데생과 구도를 라파엘로에게서, 명암법(明暗法)을 코레조에게서, 색채를 티치아노에게 배운 그는 작풍에 있어서 하나의 뛰어난 성과를 낳았다. 그가 절충적 수법에 빠져들지 않은 것은 고대도시 헤르쿨라네움의 발굴이나, 그가 해후(邂逅)하였던 빙켈만의 예술관에 의해 파악할 수 있었던 고대의 위대한 정신에 의해 지탱되고 있었기 때문일 것이다.

## 주요 작품

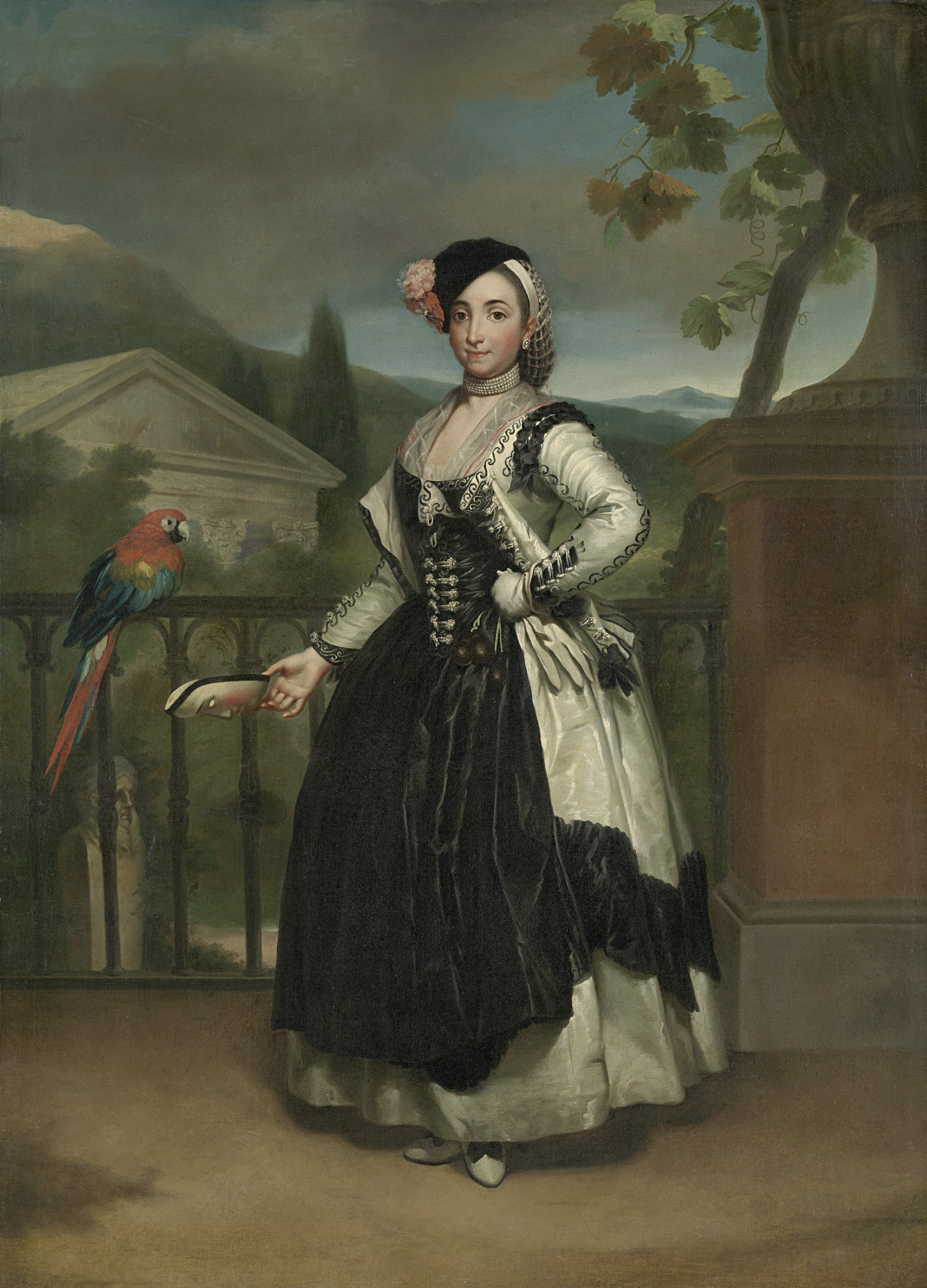
Portrait of Isabel Parreño y Arce, Marquesa de Llano
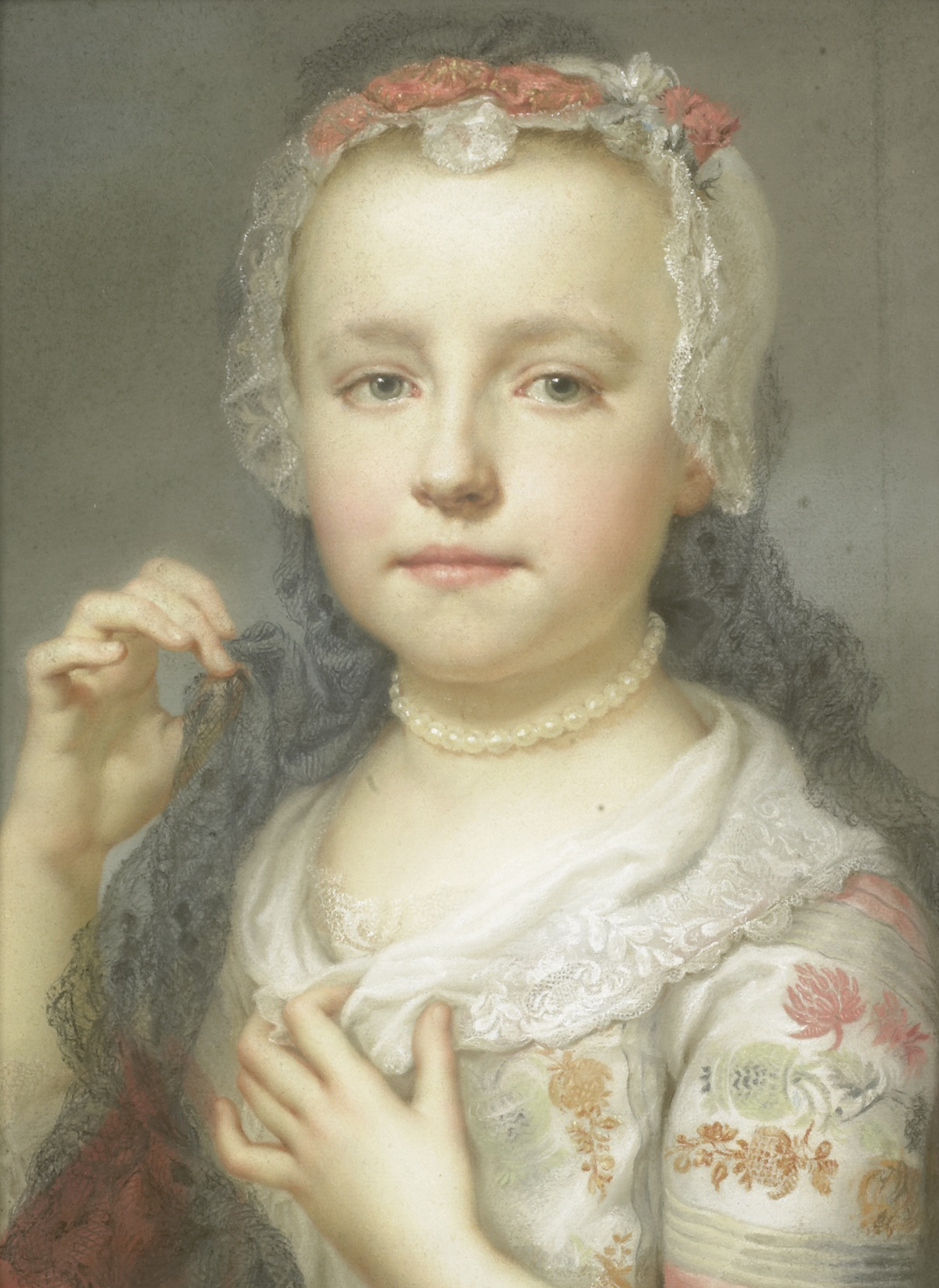
Portrait of Julie Carlotty Mengsové